# Konstantin Kravčuk
Konstantin Kravčuk, rusky Константин Владимирович Кравчук, Konstantin Vladimirovič Kravčuk, (* 23. února 1985 Moskva) je ruský profesionální tenista. Ve své dosavadní kariéře na okruhu ATP World Tour nevyhrál žádný turnaj. Na challengerech ATP a okruhu ITF získal do února 2017 deset titulů ve dvouhře a devatenáct ve čtyřhře.
Na žebříčku ATP byl ve dvouhře nejvýše klasifikován v listopadu 2016 na 78. místě a ve čtyřhře pak v březnu 2014 na 78. místě. Trénují ho Joachim Kretz a Nick Carr.
V ruském daviscupovém týmu debutoval v roce 2013 semifinálem 1. skupiny zóny Evropy a Afriky proti Jihoafrické republice, v němž vyhrál čtyřhru po boku Andreje Kuzněcova i závěrečnou dvouhru. Ruskové vyhráli 5:0 na zápasy. Do září 2017 v soutěži nastoupil k deseti mezistátním utkáním s bilancí 3–3 ve dvouhře a 7–3 ve čtyřhře.
Na Letní univerziádě 2013 v Kazani vybojoval po boku Viktora Baludy stříbro v mužské čtyřhře a dva bronzové kovy přidal ze singlové i týmové soutěže.
V únoru 2011 se oženil s Veronikou Kravčukovou. Do manželství se v dubnu 2012 narodila dcera Eva Kravčuková.

## Tenisová kariéra
V rámci hlavních soutěží událostí okruhu ITF debutoval v srpnu 2003, když na turnaji v Sergijevu Posadu prošel kvalifikačním sítem. V úvodním kole podlehl krajanu Alexandru Markinovi. Premiérový singlový titul na challengerech si odvezl z prosincového Jugra Cupu 2009 v Chanty-Mansijsku, kde ve finále přehrál španělského hráče Marcela Granollerse ve třech setech. Průnik mezi sto nejlepších tenistů zaznamenal ve 31 letech 1. srpna 2016, když mu na žebříčku ATP patřila 96. příčka po finálové účasti na President's Cupu 2016 v Astaně. V závěrečném duelu challengeru nestačil na krajana Jevgenije Donského. V osmi sezónách za sebou, 2008–2015, zakončil rok mezi 140. až 276. místem.
Ve dvouhře okruhu ATP World Tour debutoval na říjnovém Kremlin Cupu 2006 v Moskvě. Z pozice kvalifikanta vyhrál v úvodním kole s jihokorejským hráčem Lee Hyung-taikem, aby následně vypadl se sedmým nasazeným Francouzem Fabricem Santorem. V rámci série ATP Masters odehrál první utkání v dubnové kvalifikaci Monte-Carlo Rolex Masters 2016, kde nenašel recept na srbskou nasazenou třináctku Filipa Krajinoviće.
Debut v hlavní soutěži nejvyšší grandslamové kategorie zaznamenal v mužském singlu Wimbledonu 2014. V první fázi jej přehrál Francouz Gilles Simon. Kvalifikaci poprvé odehrál již na lednovém Australian Open 2011, kde v úvodním kole podlehl francouzskému hráči Thierrymu Ascionemu.

## Finále na challengerech ATP a okruhu Futures
| Legenda                      |
| ---------------------------- |
| Challengery (3–8 D; 13–12 Č) |
| Futures (7–2 D; 6–9 Č)       |

### Dvouhra: 20 (10–10)
| Stav      | č.  | datum              | turnaj                        | povrch      | soupeř ve finále    | výsledek                |
| --------- | --- | ------------------ | ----------------------------- | ----------- | ------------------- | ----------------------- |
| Finalista | 1.  | 21. srpna 2004     | Krasnoarmejsk, Rusko          | tvrdý       | Philipp Muchometov  | 6–2, 3–6, 2–6           |
| Vítěz     | 2.  | 18. listopadu 2006 | Sergijev Posad, Rusko         | tvrdý (h)   | Alexej Kedrjuk      | 6–1, 5–7, 7–6(8–6)      |
| Vítěz     | 3.  | 8. prosince 2007   | Frýdlant nad Ostravicí, Česko | koberec (h) | Miloslav Mečíř, ml. | 6–7(5–7), 6–4, 7–6(7–3) |
| Vítěz     | 4.  | 10. května 2008    | Andižan, Uzbekistán           | tvrdý       | Ryan Young          | 6–3, 6–3                |
| Vítěz     | 5.  | 6. prosince 2009   | Chanty-Mansijsk, Rusko        | koberec (h) | Marcel Granollers   | 1–6, 6–3, 6–2           |
| Finalista | 6.  | 24. července 2010  | Penza, Rusko                  | tvrdý       | Michail Kukuškin    | 3–6, 7–6(7–3), 3–6      |
| Finalista | 7.  | 29. srpna 2010     | Astana, Kazachstán            | tvrdý       | Igor Kunicyn        | 6–4, 6–7(5–7), 6–7(3–7) |
| Finalista | 8.  | 18. září 2010      | Bangkok, Thajsko              | tvrdý       | Grigor Dimitrov     | 1–6, 4–6                |
| Vítěz     | 9.  | 24. února 2013     | Moskva, Rusko                 | tvrdý (h)   | Andis Juška         | 6–4, 5–7, 6–4           |
| Finalista | 10. | 2. března 2013     | Joškar-Ola, Rusko             | tvrdý (h)   | Boy Westerhof       | 6–1, 2–6, 4–6           |
| Vítěz     | 11. | 23. března 2013    | Ťumeň, Rusko                  | tvrdý (h)   | Alexej Vatutin      | 6–3, 4–6, 6–4           |
| Vítěz     | 12. | 30. března 2013    | Novokuzněck, Rusko            | tvrdý (h)   | Sergej Betov        | 6–4, 6–1                |
| Vítěz     | 13. | 7. června 2014     | Moskva, Rusko                 | antuka      | Philipp Davyděnko   | 6–4, 7–6(7–2)           |
| Finalista | 14. | 22. března 2015    | Kazaň, Rusko                  | tvrdý (h)   | Aslan Karacev       | 4–6, 6–4, 3–6           |
| Finalista | 15. | 3. května 2015     | Tchaj-pej, Tchaj-wan          | koberec (h) | Samuel Groth        | 7–6(7–5), 4–6, 6–7(3–7) |
| Finalista | 16. | 1. května 2016     | Tchaj-pej, Tchaj-wan          | koberec (h) | Daniel Evans        | 6–3, 4–6, 4–6           |
| Vítěz     | 17. | 8. května 2016     | Pusan, Jižní Korea            | tvrdý       | Daniel Evans        | 6–4, 6–4                |
| Finalista | 18. | 19. června 2016    | Fergana, Uzbekistán           | tvrdý       | Radu Albot          | 4–6, 2–6                |
| Finalista | 19. | 31. července 2016  | Astana, Kazachstán            | tvrdý       | Jevgenij Donskoj    | 3–6, 3–6                |
| Vítěz     | 20. | 15. října 2016     | Taškent, Uzbekistán           | tvrdý       | Denis Istomin       | 7–5, 6–4                |

### Čtyřhra (19 titulů)
| č.  | datum             | turnaj                          | povrch      | spoluhráč             | soupeři ve finále                     | výsledek                   |
| --- | ----------------- | ------------------------------- | ----------- | --------------------- | ------------------------------------- | -------------------------- |
| 1.  | 7. května 005     | Namangan, Uzbekistán            | tvrdý       | Raven Klaasen         | Sergej Demechin Andrej Stoljarov      | 6–2, 6–7(5–7), 7–6(7–4)    |
| 2.  | 21. dubna 2007    | Ťumeň, Rusko                    | tvrdý (h)   | Jevgenij Kirillov     | Arťjom Sitak Dmitrij Sitak            | 7–6(7–5), 6–4              |
| 3.  | 12. dubna 2008    | Moskva, Rusko                   | tvrdý (h)   | Sergej Demechin       | Chris Eaton Alexander Slabinsky       | 6–1, 6–2                   |
| 4.  | 23. května 2008   | Fergana, Uzbekistán             | tvrdý       | Łukasz Kubot          | Alexandre Krasnoruckij Važa Uzakov    | 6–4, 6–1                   |
| 5.  | 16. ledna 2009    | Stuttgart, Německo              | tvrdý (h)   | Bastian Knittel       | David Klier Philipp Marx              | 1–6, 7–6(7–1), [10–4]      |
| 6.  | 28. března 2009   | Sarajevo, Bosna a Hercegovina   | tvrdý (h)   | Dawid Olejniczak      | James Auckland Rogier Wassen          | 6–2, 3–6, [10–7]           |
| 7.  | 10. dubna 2009    | Moskva, Rusko                   | koberec (h) | Lukáš Lacko           | Pavel Čechov Valerij Rudněv           | 6–2, 6–4                   |
| 8.  | 30. července 2011 | Astana, Kazachstán              | tvrdý       | Denys Molčanov        | Arnau Brugués-Davi Malek Džazírí      | 7–6(7–4), 6–7(1–7), [10–3] |
| 9.  | 20. července 2012 | Penza, Rusko                    | tvrdý       | Nikolaus Moser        | Juki Bhambri Diviž Šaran              | 6–7(5–7), 6–3, [10–7]      |
| 10. | 29. července 2012 | Astana, Kazachstán              | tvrdý       | Denys Molčanov        | Karol Beck Kamil Čapkovič             | 6–4, 6–3                   |
| 11. | 11. srpna 2012    | Pozoblanco, Španělsko           | tvrdý       | Denys Molčanov        | Adrian Mannarino Maxime Teixeira      | 6–3, 6–3                   |
| 12. | 30. září 2012     | Lermontov, Rusko                | antuka      | Denys Molčanov        | Andrej Golubjev Jurij Ščukin          | 6–3, 6–4                   |
| 13. | 23. února 2013    | Moskva, Rusko                   | tvrdý (h)   | Andis Juška           | Aleksandr Buryj Nikolaj Fidirko       | 6–4, 3–6, [10–6]           |
| 14. | 17. srpna 2013    | Kazaň, Rusko                    | tvrdý       | Viktor Baluda         | Ivo Klec Jürgen Zopp                  | 6–3, 6–4                   |
| 15. | 2. března 2014    | Cherbourg, Francie              | tvrdý       | Henri Kontinen        | Pierre-Hugues Herbert Albano Olivetti | 6–4, 6–7(3–7), [10–7]      |
| 16. | 6. září 2014      | Saint-Rémy-de-Provence, Francie | tvrdý       | Pierre-Hugues Herbert | David Guez Martin Vaïsse              | 6–1, 7–6(7–3)              |
| 17. | 1. srpna 2015     | Astana, Kazachstán              | tvrdý       | Denys Molčanov        | Chung Yun-seong Džurabek Karimov      | 6–2, 6–2                   |
| 18. | 4. října 2015     | Ağrı, Turecko                   | tvrdý       | Denys Molčanov        | Alexandr Igošin Jaraslav Šyla         | 6–3, 7–6(7–4)              |
| 19. | 2. dubna 2016     | Ra'anana, Izrael                | tvrdý       | Denys Molčanov        | Jonatan Erlich Philipp Oswald         | 4–6, 7–6(7–1), [10–4]      |